# بومی‌سرایی
بومی‌سرایی (یا شعر محلی) بهره‌گیری عناصر بومی در فرم یا محتوای شعر می‌باشد. اشعار محلی را می‌توان در مجموع دو دسته کرد: نخست اشعاری که در آن‌ها لزوماً گویش و واژگان محلی استفاده نشده‌است، مانند ترانه‌های فایز و برخی از اشعار منوچهر آتشی (بومی سرایی در محتوا). دوم، اشعاری که با استفاده کلی از گویش محلی و واژگان بومی سروده شده‌اند. (بومی سرایی در فرم و محتوا یا گویشی). محمد بیابانی و ایرج شمسی زاده و سید جعفر حمیدی و فرج‌الله کمالی از شاعران طلایه دار بومی سرایی (نوع دوم) در شعر جنوب هستند.